# Бондаренко, Виктор Анатольевич
Виктор Анатольевич Бондаренко (7 января 1936 — 7 июля 2020) — советский учёный, доктор технических наук (1996), профессор (1989), ректор (1989—2006) и президент (2006—2007) Оренбургского государственного университета.

## Биография
Родился 7 января 1936 года на хуторе Красный Кут Октябрьского района Ростовской области.
Окончил Новочеркасский автомобильный техникум (1954), Новочеркасский политехнический институт (1961) по специальности «инженер-механик».
Служил в рядах Вооружённых Сил СССР.
- В 1964−1968 — главный инженер Оренбургского автотранспортного комбината АТК-1.
- В 1968−1972 — аспирант, старший научный сотрудник Оренбургского сельскохозяйственного института.
- В 1972−1981 — директор Оренбургского авторемонтного завода.
- В 1981−1984 — начальник Оренбургского тепловозоремонтного завода.
- В 1984−1989 — заведующий кафедрой «Техническая эксплуатация и ремонт автомобилей» Оренбургского политехнического института.

«Новый ректор А. Б. Козаченко <…> как руководитель вуза оказался не на высоте. Положение стало меняться осенью 1988 года, когда секретарем парткома института был избран заведующий кафедрой технической эксплуатации и ремонта автомобилей В. А. Бондаренко. Он взял на себя всю ответственность за сохранение вуза как государственного образовательного учреждения и заявил о себе как лидер. Вокруг него стали объединяться лучшие силы коллектива».
— В. И. Баннова, канд историч. наук. ОГУ: Очерки истории университета.
- В 1989−2006 — ректор Оренбургского политехнического института (до 1994), Оренбургского государственного технического университета (до 1996), Оренбургского государственного университета (ОГУ).
 В этот период было построено 17-этажное здание Научной библиотеки ОГУ, ставшее не только символом университета, но и архитектурной доминантой города[3].
- 18 ноября 2005 на общеуниверситетской конференции избран президентом ОГУ[4]. 25 января 2006 г. состоялась торжественная церемония вступления в должность президента ОГУ[5]. 29 июня 2007 г. должность президента ОГУ была упразднена[6].

С 1998 по 2002 годы был депутатом Законодательного Собрания Оренбургской области.
В 1999—2001 годах по проекту В. А. Бондаренко на территории ОГУ построен храм в честь святой мученицы Татианы.
Скончался 7 июля 2020 года. Похоронен на кладбище Плутон поселка Пригородный.

## Технологические разработки
Разработал технологические процессы в области ремонта двигателей внутреннего сгорания: моечно-очистные операции; автоматизированные системы обкатки и приёмо-сдаточных испытаний отремонтированных двигателей; технологии нанесения ионно-плазменных покрытий; комплексные системы управления качеством продукции. Автор научных, методических работ и изобретений, опубликованных в 97 печатных работах.
Применение новых технологий позволило повысить послеремонтную долговечность двигателей внутреннего сгорания и улучшить экологические показатели. Разработки внедрены на Оренбургском, Новомосковском, Пензенском и Воронежском авторемонтных предприятиях, Оренбургском тепловозоремонтном заводе.

## Награды и звания
- Орден Почёта (1996)
- Орден святого благоверного князя Даниила Московского III степени (2005)[9]
- Почётное звание «Заслуженный деятель науки Российской Федерации» (2000) — за заслуги в научной деятельности[10]
- Почётный работник высшего профессионального образования Российской Федерации (1997)
- Медаль «За заслуги перед Оренбургом» (2003)[11]
- Действительный член Российской академии транспорта (1991), Академии проблем качества РФ (1995), Нью-Йоркской академии наук (1997)
- Почётный гражданин города Оренбурга (решение Оренбургского городского Совета от 2 мая 2017 года)